# Hans-Otto Peters
Hans-Otto Peters (* 10. September 1941; † 28. März 2020 in Bern, Schweiz) war ein deutscher Fußballspieler und -trainer. In der Saison 1968/69 avancierte er zum Schweizer Torschützenkönig.

## Spielerkarriere

### Vereine
Peters kam 1960 vom SC Union Ohligs aus der Landesliga Niederrhein zu Bayer 04 Leverkusen in die 2. Oberliga West. In seiner zweiten Runde in Leverkusen, 1961/62, gewann er mit seinen Mannschaftskameraden Manfred Manglitz, Heinz Höher und Uwe Klimaschefski die Meisterschaft und stieg in die Fußball-Oberliga West auf. Im letzten Jahr der alten erstklassigen Oberliga, 1962/63, belegte der Aufsteiger den neunten Rang im Westen und Peters hatte in 27 Einsätzen dreizehn Tore an der Seite der Neuzugänge Werner Biskup und Werner Görts erzielt. Er stürmte danach noch die ersten zwei Runden in der neu eingeführten Regionalliga West und erzielte 35 Tore in 68 Punktspielen für Leverkusen.
1965 wechselte Peters zum VfB Stuttgart, für den er in 40 Bundesligaspielen 14 Tore erzielte. 1967 wechselte er als Spielertrainer zum Schweizer Erstligisten FC Biel-Bienne. In der Saison 1968/69 wurde Peters in der Nationalliga A mit 24 Toren Torschützenkönig.
1971 wechselte er als Spieler zum Ligakonkurrenten BSC Young Boys, mit dem er Fünfter wurde. In seiner zweiten Saison wurde er ab dem siebten Spieltag als Nachfolger von Walter Eich auch Spielertrainer und beendete die Saison diesmal als Neunter. Danach kehrte er für zwei Saisonen als Spielertrainer nach zum mittlerweile in der Nationalliga B spielenden FC Biel-Bienne zurück, mit dem ihm 1975 als Zweitligameister der Wiederaufstieg gelang.
1975/76 wechselte er zum Zweitligisten FC Chiasso, für den er mit Ausnahme eines Spieltages, an dem er als Interimstrainer wirkte, nur Spieler war.
In der darauffolgenden Saison wirkte Peters beim Drittligisten FC Bern, bei dem er 1977/78 er als Torschützenkönig 22 Tore zum Aufstieg des FC Bern von der 1. Liga in die Nationalliga B beisteuerte. Insgesamt erzielte er in der Schweiz in 125 Erstligaspielen 63 Treffer und in der Nationalliga B in 77 Spielen 35 Tore.

### Nationalmannschaft
In seiner Zeit bei Leverkusen absolvierte er drei Länderspiele für die U23-Nationalmannschaft, in denen er ein Tor erzielte. Die erste Berufung durch den DFB bekam der hoffnungsvolle Offensivakteur bereits als Zweitligaspieler in der Saison 1961/62 im Länderspiel der U23-Nationalmannschaft am 6. Mai 1962 in Aachen beim 3:0-Sieg über die Auswahl Frankreichs. Die zwei weiteren Einsätze hatte er – 1963/64 im ersten Jahr Regionalliga – am 4. März 1964 in Ankara bei der 1:2-Niederlage gegen die Auswahl der Türkei und am 29. April 1964 in Karlsbad beim 1:0-Sieg über die Auswahl der Tschechoslowakei, als er für Leverkusen 20 Tore in der Saison erzielen konnte.

## Trainerkarriere
Nach seiner Zeit als Spieler in Bern war er bis 1983 Trainer des dort ansässigen FC Bern. Danach war er beim Zweitligisten FC Bulle vom Saisonbeginn bis zum Oktober 1983 Trainer.

## Sonstiges
Am 28. März 2020 verstarb Hans-Otto Peters in seiner Wahlheimat Bern nach langer schwerer Krankheit im Alter von 79 Jahren.